# Janov nad Nisou
Janov nad Nisou är en ort i Tjeckien.   Den ligger i distriktet Okres Jablonec nad Nisou och regionen Liberec, i den norra delen av landet, 90 km nordost om huvudstaden Prag. Janov nad Nisou ligger 546 meter över havet och antalet invånare är 1 186.
Terrängen runt Janov nad Nisou är kuperad. Runt Janov nad Nisou är det tätbefolkat, med 297 invånare per kvadratkilometer. Närmaste större samhälle är Jablonec nad Nisou, 5,3 km söder om Janov nad Nisou. I omgivningarna runt Janov nad Nisou växer i huvudsak blandskog.